# Mauro Peinipil
Mauro Martín Peinipil (Puerto Madryn, Argentina; 3 de abril de 1999) es un futbolista argentino. Juega de lateral y su equipo actual es el CS Independiente Rivadavia de la Primera División de Argentina.

## Trayectoria
Peinipil se formó en las inferiores del Deportivo Madryn y fue promovido al primer equipo del Federal A en 2018. Formó parte del plantel que ganó el ascenso en 2021.
En diciembre de 2022, el madrynense fue cedido al Barracas Central de la Primera División, de cara a la temporada 2023. El 1 de julio anotó su primer gol en primera en la victoria por 2-1 sobre River Plate.

## Estadísticas
Actualizado al último partido disputado el 1 de julio de 2023.
| Club                       | Div.          | Temporada     | Liga  | Liga  | Copas nacionales | Copas nacionales | Copas internacionales | Copas internacionales | Total | Total |
| Club                       | Div.          | Temporada     | Part. | Goles | Part.            | Goles            | Part.                 | Goles                 | Part. | Goles |
| -------------------------- | ------------- | ------------- | ----- | ----- | ---------------- | ---------------- | --------------------- | --------------------- | ----- | ----- |
| Deportivo Madryn Argentina | 3.ª           | 2018-19       | 7     | 0     | 0                | 0                | —                     | —                     | 7     | 0     |
| Deportivo Madryn Argentina | 3.ª           | 2019-20       | 6     | 0     | 1                | 0                | —                     | —                     | 7     | 0     |
| Deportivo Madryn Argentina | 3.ª           | 2021          | 28    | 0     | 1                | 0                | —                     | —                     | 29    | 0     |
| Deportivo Madryn Argentina | 2.ª           | 2022          | 27    | 3     | 3                | 0                | —                     | —                     | 30    | 3     |
| Deportivo Madryn Argentina | 2.ª           | 2024          | 36    | 0     |                  |                  |                       |                       | 36    | 0     |
| Deportivo Madryn Argentina | Total club    | Total club    | 104   | 3     | 5                | 0                | 0                     | 0                     | 109   | 3     |
| Barracas Central Argentina | 1.ª           | 2023          | 17    | 1     | 1                | 0                | —                     | —                     | 18    | 1     |
| Barracas Central Argentina | Total club    | Total club    | 17    | 1     | 1                | 0                | 0                     | 0                     | 18    | 1     |
| Total carrera              | Total carrera | Total carrera | 85    | 4     | 6                | 0                | 0                     | 0                     | 91    | 4     |

## Palmarés

### Títulos nacionales
| Título           | Club             | País      | Año  |
| ---------------- | ---------------- | --------- | ---- |
| Torneo Federal A | Deportivo Madryn | Argentina | 2021 |